# Аль-Азіз Усман ібн Юсуф
Аль-Малік аль-Азіз бен Усман ібн Юсуф (араб. الملك العزيز عماد الدين أبو الفتح عثمان بن صلاح الدين يوسف) (1171 — 29 листопада 1198) — другий син Салах ад-Діна та другий султан з династії Аюбідів, що правили у Єгипті.

## Життєпис
Перед смертю Салах ад-Дін розділив свої володіння між родичами: Аль-Афдал отримав Сирію, Палестину та Ємен, аль-Азіз став правителем Єгипту, аз-Захір отримав Алеппо, аль-Аділь — Межиріччя.
Невдовзі після сходження на престол аль-Азізу довелось стикнутись із повстанням емірів — від зангідських емірів Мосула до артукідських емірів півдня Іраку. Коли Аль-Афдал вигнав усіх міністрів, залишених йому у Сирії батьком, ті прийшли до Єгипту й попрохали аль-Азіза завоювати Сирію. Останній взяв в облогу Дамаск. Тоді аль-Афдал звернувся по допомогу до брата Салах ад-Діна, Аль-Аділя, який зустрівся з аль-Азізом і домігся примирення. Наступного року аль-Азіз знову атакував Сирію, але аль-Афдалу вдалось переконати деяких емірів армії аль-Азіза піти до пустелі. Згодом аль-Аділь у союзі з аль-Азізом виступив проти аль-Афдала, який потрапив до облоги та був захоплений у Дамаску 3 липня 1196 року. Аль-Афдал був засланий до Сальхада, натомість аль-Азіз був проголошений верховним повелителем імперії Аюбідів. Тим не менше, найширша влада залишалась у руках аль-Аділя, який залишився у Дамаску.
За часів свого правління аль-Азіз намагався зруйнувати некрополь Гізи, але був змушений відмовитись від тієї ідеї через надто масштабні витрати на це. Тим не менше, через накази султана постраждала піраміда Мікерина. Аль-Азіз також відіграв важливу роль у будівництві в Баніясі та Субайбі.
Помер під час полювання наприкінці 1198 року та був похований у гробниці свого старшого брата аль-Муаззама.